# Acqua d'orcio
L'acqua d'orcio, detta anche acqua d'orzo, è una dissetante bevanda alla liquirizia, che in passato veniva anche preparata con l'orzo.
Questa è senza dubbio la più tipica delle bevande di Reggio Emilia. L'acqua d'orcio è essenzialmente un estratto di liquirizia allungato con acqua, che ha un effetto molto dissetante.
L'acqua d'orcio è inserita nei P.A.T. (Prodotti agroalimentari tradizionali italiani) emiliani e romagnoli.

## Storia
L'Acqua d'Orcio è in uso a Reggio Emilia sin dal Quattrocento, quando nel 1412 il Consiglio della città al completo (composto quindi da Anziani, Aggiunti e Quaranta) ne autorizzò la vendita nella Piazza Maggiore (ora Piazza del Duomo) da parte di Beltramino da Cella.
Nell'Archivio di Stato di Reggio, nei verbali del Consiglio è custodito ancora l'editto.
Il monopolio della vendita era di un chiosco nella Piazza, ora non più presente, ma già negli anni '70 la vendita si era diffusa in altri bar del centro della città; con il passaggio di gestione e la ristrutturazione di diversi esercizi commerciali cittadini e dell'unica azienda che la produceva a livello industriale, oggi l'acqua d'orcio non è più in commercio.

## Preparazione
Dell'acqua d'orcio esistono diverse ricette in libri di cucina reggiana o tramandate oralmente, ma la maggior parte di queste sono prive delle dosi con le quali miscelare gli ingredienti. Estrapolando le informazioni da varie fonti, anche e soprattutto orali, la ricetta più completa oggi disponibile risulta questa:
Far bollire per 15-20 minuti 10 centimetri di radice di liquirizia con 10 semi d'anice, 10 semi di
finocchio, tre pezzetti di scorza d'anice e 1 cucchiaino di estratto di liquirizia. A bollitura ultimata, aggiungervi la scorza di mezza arancia, lasciandovela per il tempo necessario a far raffreddare l'acqua d'orcio.
La scorza d'anice (con scorza d'anice presumibilmente ci si riferisce all'anice stellata) e la scorza d'arancia sono ingredienti che non compaiono in tutte le ricette e quindi prodotto di probabili aggiunte successive alla ricetta originale.
Con la ricetta si produce un estratto che poi dovrà essere allungato con acqua nella misura di circa 1 a 10.

## Bevande simili in altri contesti culturali
Nel mondo arabo una bevanda, in tutto e per tutto simile, chiamata sūs (lett. "liquirizia"), è normalmente venduta da persone che indossano un vestito sgargiante, con un tipico copricapo a forma di sombrero, ricco di piccoli sonagli sul bordo della tesa, utile a richiamare l'attenzione degli eventuali avventori.
A Voiron, in Francia, presso Grenoble, è prodotto l'Antésite, dal 1898, un concentrato di liquirizia e anice. È stata sviluppata dal farmacista Noël Perrot-Berton che voleva combattere la crescita dell'alcolismo, in particolare tra i lavoratori delle ferrovie e nei cantieri. Si usa diluito in acqua, in ragione di 10 gocce per bicchiere. Senza zucchero né dolcificante, Antésite esiste oramai in diversi gusti.